# Sega Bass Fishing 2
Sega Bass Fishing 2 est un jeu vidéo de pêche, développé par Wow Entertainment et édité par Sega, sorti en 2001 sur Dreamcast.

## Accueil
- IGN : 8,3/10[1]